# 馮賢妃
馮賢妃，生卒年不详。宋仁宗的妃嫔。
馮賢妃是东平人。曾祖冯炳，知杂御史；祖父冯起，兵部侍郎。九岁即入宫，长大后侍奉宋仁宗，生下两女：鲁国公主赵懿安，邢国公主，皆早夭。宋仁宗时期冯氏只封为始平郡君，宋仁宗曾想加高她的位号，冯氏推辞。宋仁宗去世后，她被累加尊封为才人、婕妤、修容。
宋神宗的林贤妃原先是冯氏的养女，林贤妃为宋神宗生下两子一女。林贤妃去世后，所留下的两个皇子就由养外婆冯氏抚养。冯氏在禁掖将近六十年，历经五朝，动循礼度。薨年七十七，追赠贤妃。